# Carl Arend
Carl Arend, auch Karl Arend, (* 12. September 1870 in Hannoversch Münden; † 1938) war ein deutscher Architekt.

## Leben

Entwurf für die Humboldtschule und angrenzende Wohnhäuser, signiert Carl Arend

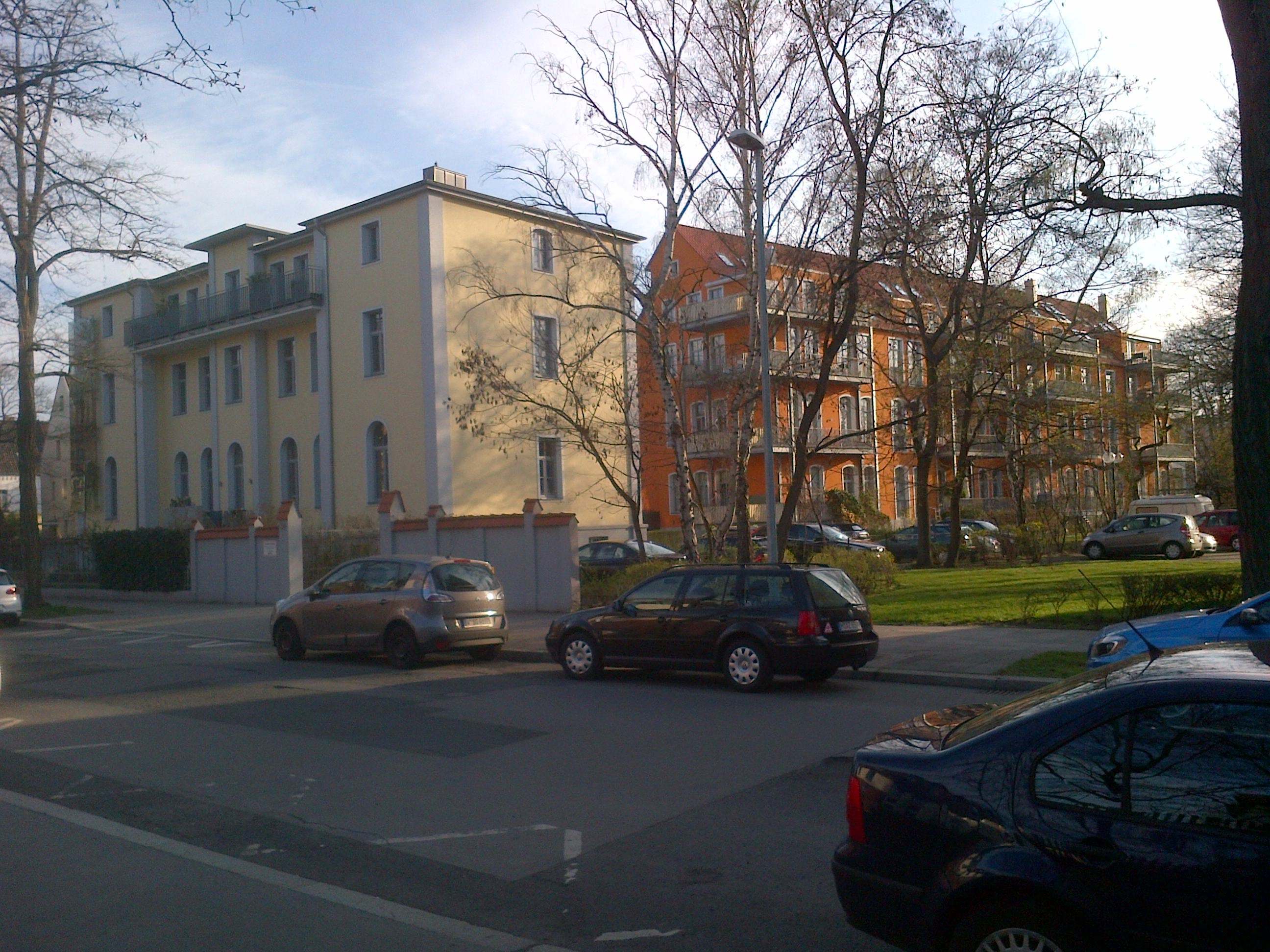
Jüdisches Krankenhaus in Hannover

Carl Arend war in der bis 1920 selbständigen Industriestadt Linden freiberuflich als Architekt tätig. Arend erhielt – ebenso wie z. B. der Lindener Architekt Alfred Sasse – außerdem auch Aufträge der kommunalen Bauverwaltung der Stadt Linden. Er war an städtischen Schulbauten beteiligt, bei denen er mit dem Lindener Stadtbaurat Georg Fröhlich kooperierte.
Arend war Mitglied im 1903 gegründeten Bund Deutscher Architekten.
Das 1925 von der Loge Zum schwarzen Bär in Hannover veröffentlichte Buch „Die Zauberflöte, das Hohelied der Freimaurerei“ enthält einen Vortrag von Oskar Schütte und einen „Ergänzungsvortrag“ von Carl Arend – dass beide Autoren Freimaurer waren, ist allerdings nicht eindeutig belegt.

## Bauten und Entwürfe
- 1900: Entwurf für die Humboldtschule und beiderseits anschließende Wöhnhäuser in (Hannover-) Linden, Beethovenstraße (nicht ausgeführt)
- 1901: Jüdisches Krankenhaus für den Israelitischen Verein für Altersvorsorge und Krankenpflege in Hannover-Zoo, Ellernstraße / Vereinstraße (unter Denkmalschutz)[5]
- 1901: Villa Osmers für den Rektor der Mittelschule am Lindener Berg in (Hannover-) Linden, Am Lindener Berge 36 („aufwendigste einer Reihe von Villen in der Straße“[6]; unter Denkmalschutz)
- 1909: Entwürfe für die Ostfront des Bethlehemplatzes an der Bethlehemkirche in (Hannover-) Linden[1]
- 1907: Wettbewerbsentwurf für den neuen Lindener Hauptfriedhof (nach 1920 genannt Stadtfriedhof Ricklingen; gemeinsam mit Paul Kubach; prämiert und zur Ausführung beauftragt)[7]
- 1910–1912: Fassaden der Höheren Mädchenschule (Friederikenschule, später Ihme-Schule) in (Hannover-) Linden, Badenstedter Straße 14 (Grundrisse von Georg Fröhlich; unter Denkmalschutz)[1]
- um 1918: Entwurf für das Familienbad Weißer Berg in Mardorf (im Auftrag von Hermann Bahlsen; vermutlich wegen des Todes von Bahlsen 1919 nicht ausgeführt)[8]